# Ecsenius opsifrontalis
Ecsenius opsifrontalis är en fiskart som beskrevs av Chapman och Schultz 1952. Ecsenius opsifrontalis ingår i släktet Ecsenius och familjen Blenniidae. Inga underarter finns listade i Catalogue of Life.